# Смит, Мария Энн
Мария Энн Смит (урождённая Шервуд; англ. Maria Ann Smith; 1799, Писмарш, Англия  — 9 марта 1870, Сидней, Австралия) — австралийский плодовод английского происхождения. Ей приписывается создание сорта яблок Гренни Смит.

## Биография
Мария Энн Шервуд родилась в 1799 году в Писмарше (Восточный Суссекс) и была крещена 5 января 1800 года. Её родителями были Джон Шервуд, рабочий на ферме, и его жена Ханна Райт. В 1819 году Мария вышла замуж за Томаса Смита, батрака из Бекли. В Бекли супруги прожили девятнадцать лет, и за это время у Марии родилось восемь детей, трое из которых умерли в младенчестве. Затем Смиты, как и несколько других семей из окрестных деревень, приняли решение эмигрировать в Австралию. 27 ноября 1838 года они прибыли в Сидней.
Томас Смит устроился работать у поселенца в Киссинг-Пойнте близ Райда в Новом Южном Уэльсе. Там супруги оставались до конца своей жизни. В Австралии у них родился ещё один сын, а в середине 1850-х годов они приобрели участок земли близ Иствуда (ныне пригород Сиднея), который засадили плодовыми деревьями.

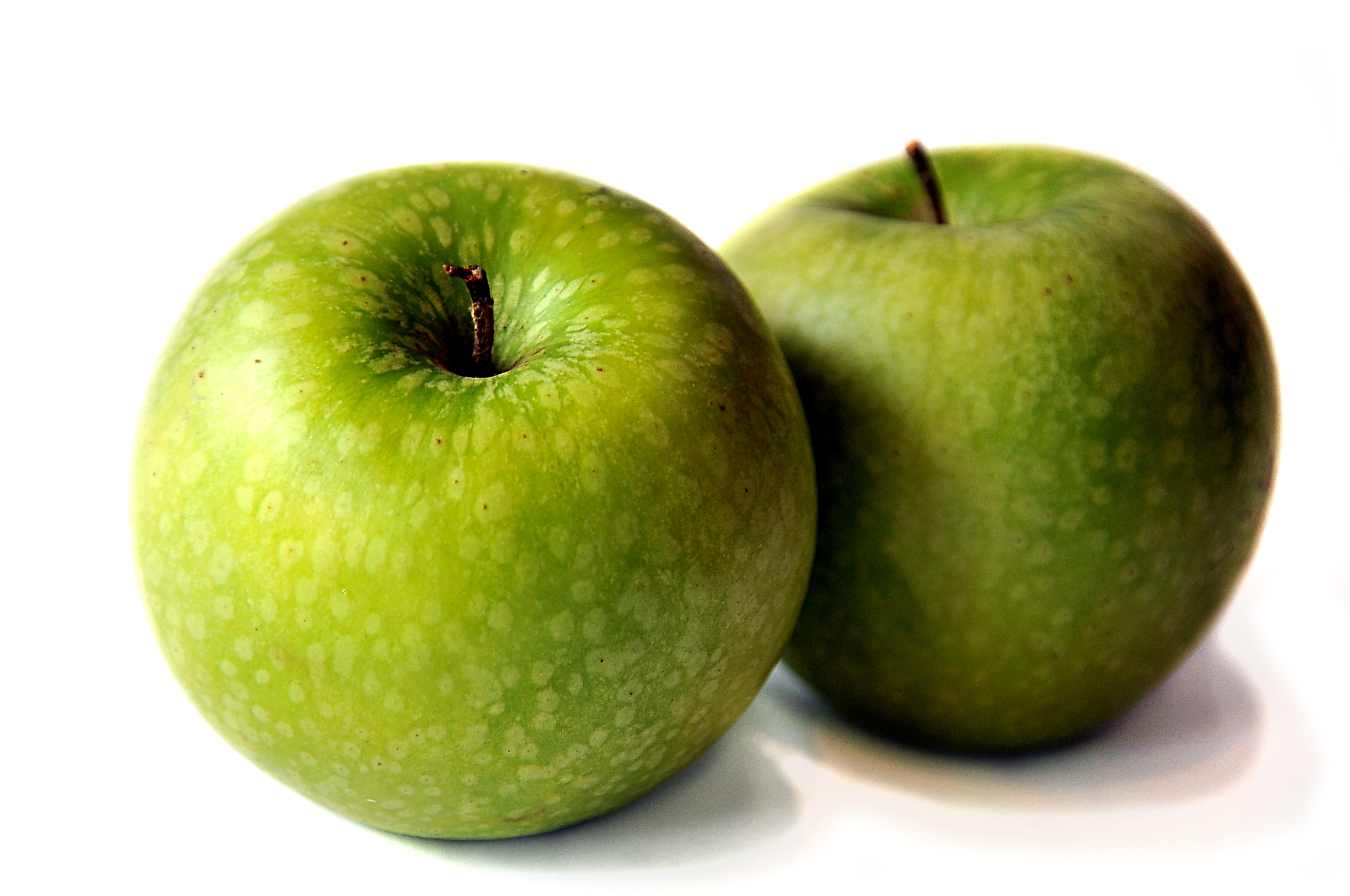
Яблоки сорта Гренни Смит

Достоверно неизвестно, при каких обстоятельствах Мария Энн Смит — «бабушка Смит» — вывела знаменитый сорт яблок, названный, согласно легенде, в её честь. В 1924 году в газете «Farmer and Settler» местный историк Герберт Рамси (Herbert Rumsey) опубликовал статью, основанную на сведениях, полученных у садоводов, лично знавших Марию. Один из них вспоминал, что в 1868 году видел в саду Марии Энн Смит саженец яблони, который, по её собственным словам, вырос там случайно. Она принесла с рынка ящики из-под джина, в которых были гнилые тасманские яблоки, и выбросила эти яблоки в ручей на своём участке. Возможно, речь шла о плодах французской яблони-дички, выращиваемой на Тасмании. Впоследствии одно деревце выросло неподалёку от ручья и принесло плоды. Они обладали хорошим внешним видом и годились для готовки, поэтому Мария Энн продолжила выращивать и размножать новый сорт. Вскоре другой местный садовод, Эдвард Галлард, высадил большое количество яблонь этого сорта и до самой своей смерти торговал урожаем.
Мария Энн Смит умерла 9 марта 1870 года в Райде. Муж и пятеро детей пережили её. При жизни Марии Смит её сорт яблок не был широко известен, но другие садоводы продолжили его культивировать и к началу 1890-х годов яблоки Гренни Смит уже получали призы на сельскохозяйственных выставках. В 1895 году яблони этого сорта были высажены на государственной экспериментальной станции в Батерсте, и в том же году яблоки Гренни Смит были включены в список сортов, пригодных для экспорта, что стало началом их международной популярности.